# Habartov
Habartov (en allemand : Habersbirk) est une ville du district de Sokolov, dans la région de Karlovy Vary, en République tchèque. Sa population s'élevait à 4 717 habitants en 2024.

## Géographie
Habartov se trouve à 8 km à l'ouest du centre de Sokolov, à 24 km à l'ouest-sud-ouest de Karlovy Vary et à 136 km à l'ouest de Prague.
La commune est limitée par Krajková et Josefov au nord, par Svatava à l'est, par Citice, Bukovany et Chlum Svaté Maří au sud, par Kaceřov et Milhostov à l'ouest.

## Histoire
La première mention écrite de la localité date de 1339.
Le 13 septembre 1938, lors d'une tentative de putsch nazi dans les régions frontalières tchèques, un affrontement sanglant eut lieu à Habartov, lorsque les partisans du Parti allemand des Sudètes de Konrad Henlein tentèrent d'occuper le poste de gendarmerie. 

## Administration
La commune se compose de cinq sections :
- Habartov
- Horní Částkov
- Kluč
- Lítov
- Úžlabí

## Galerie

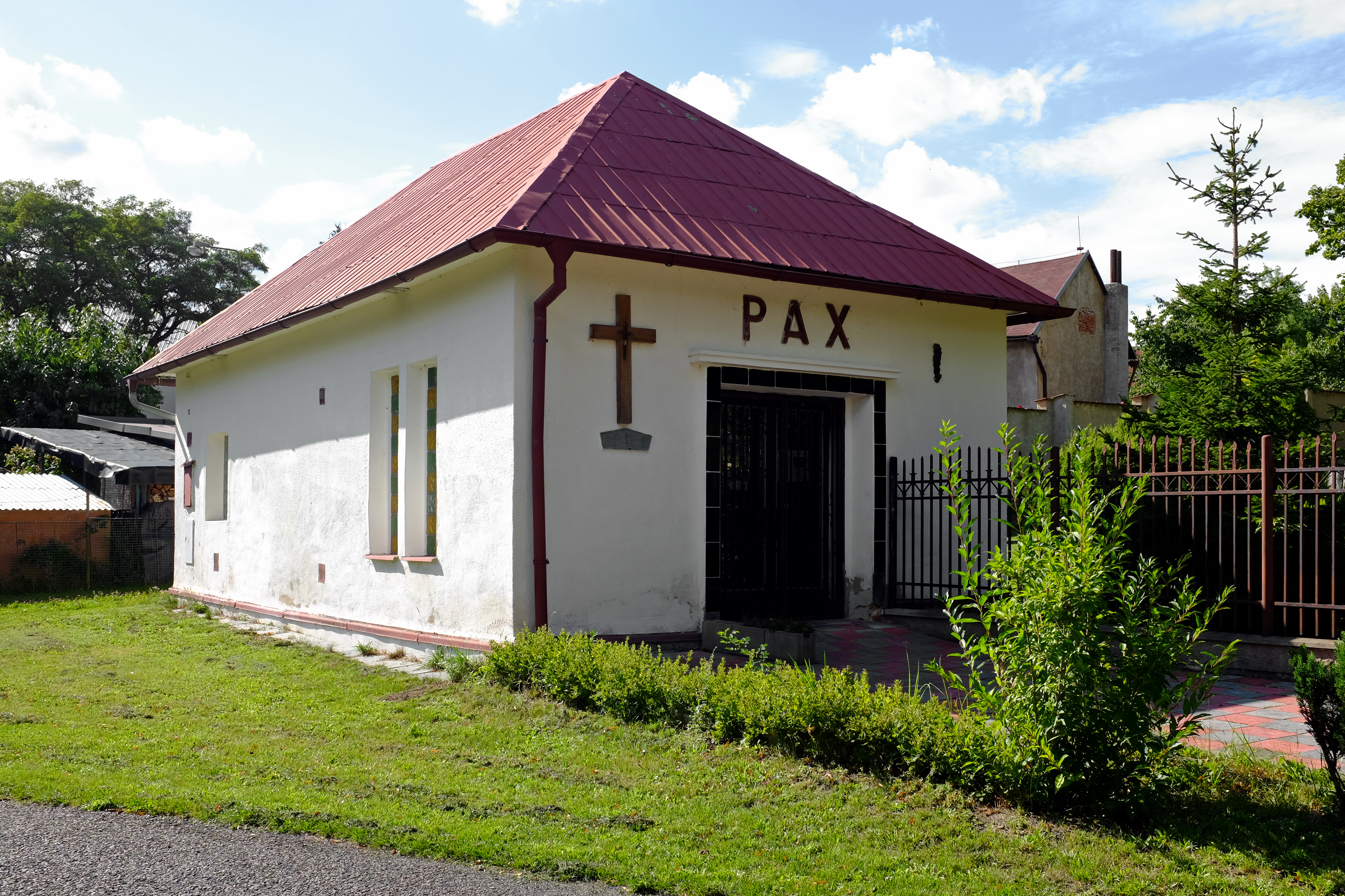
Chapelle Sainte-Anne.
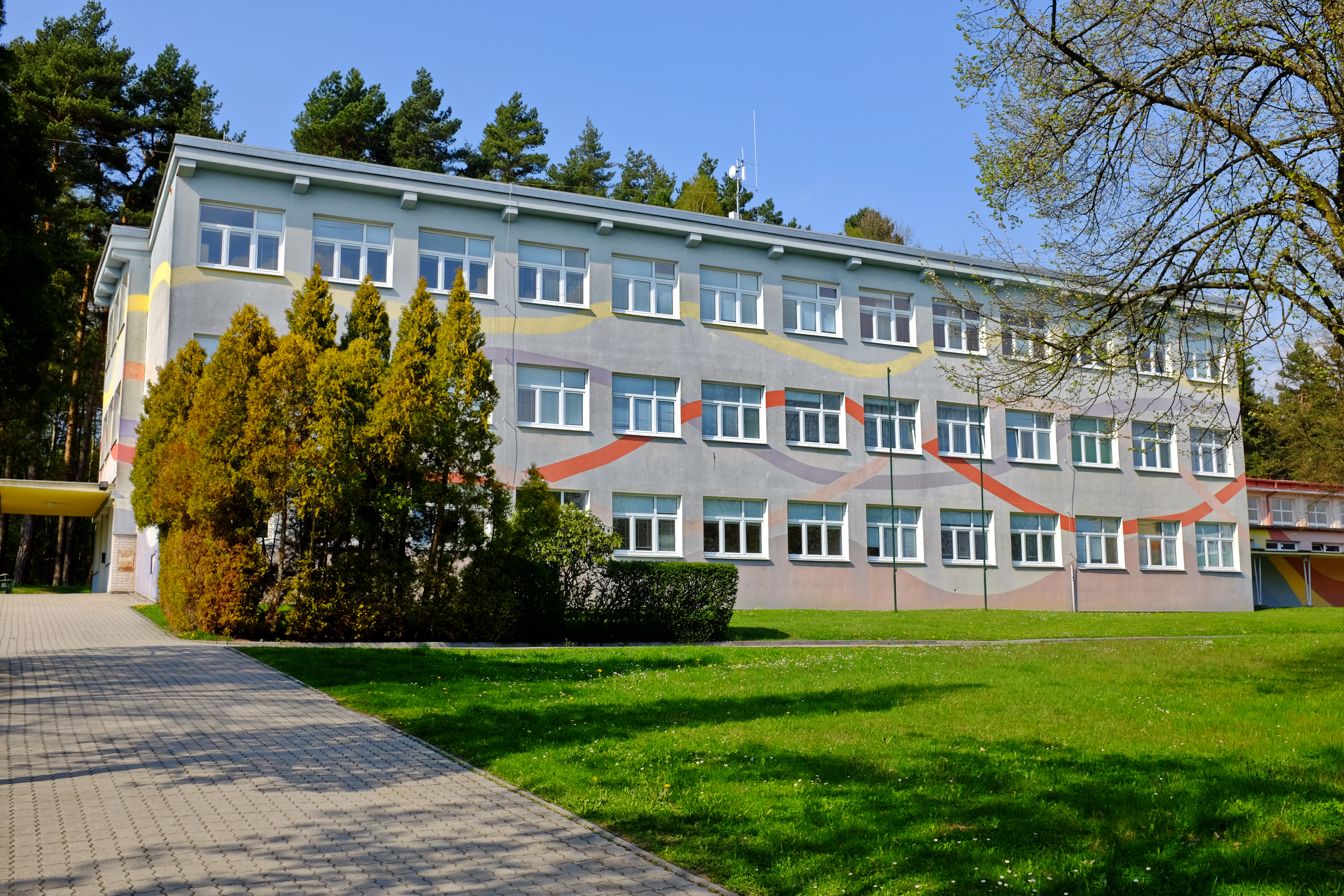
École primaire.

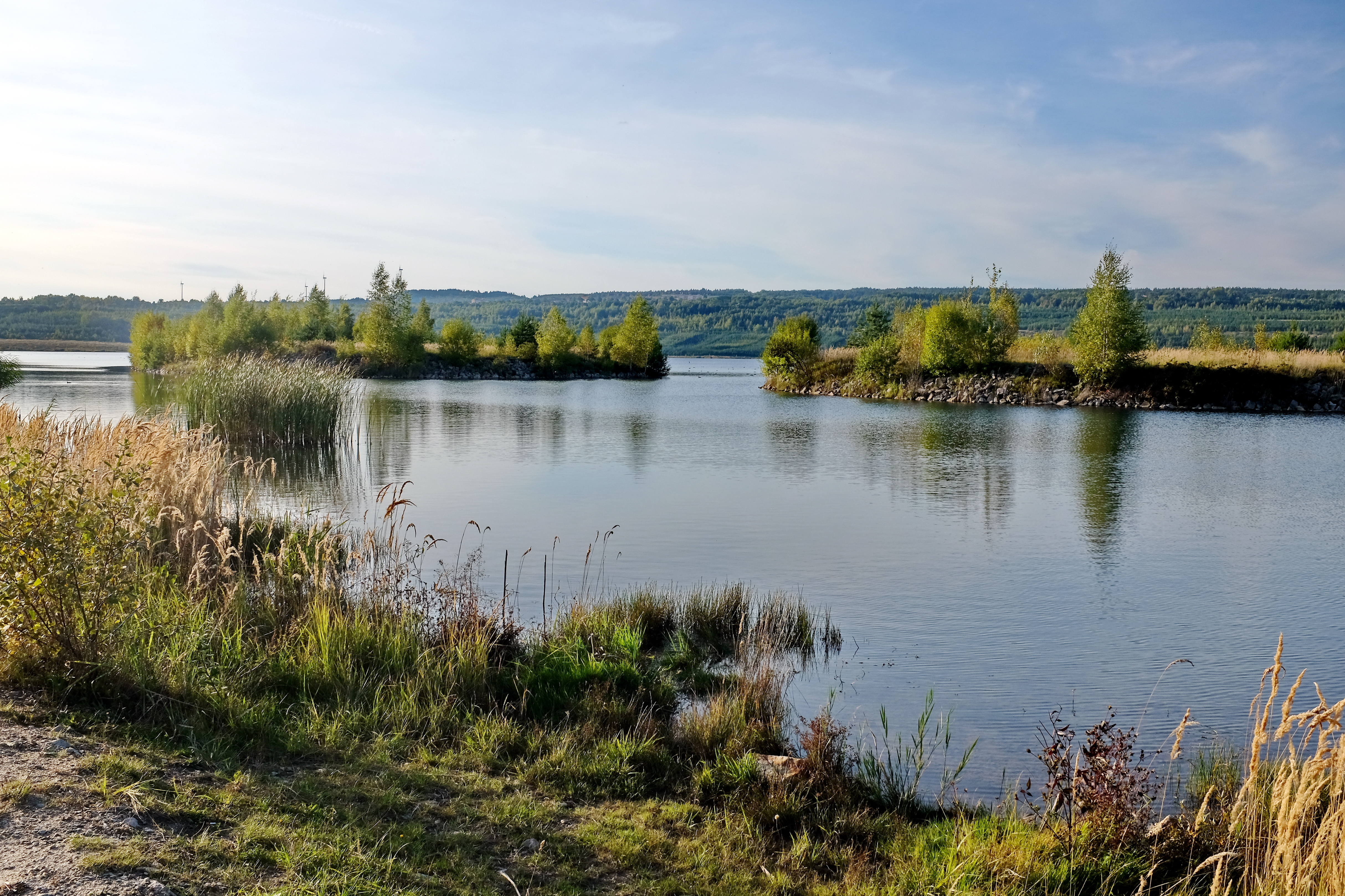
Lac Medard.
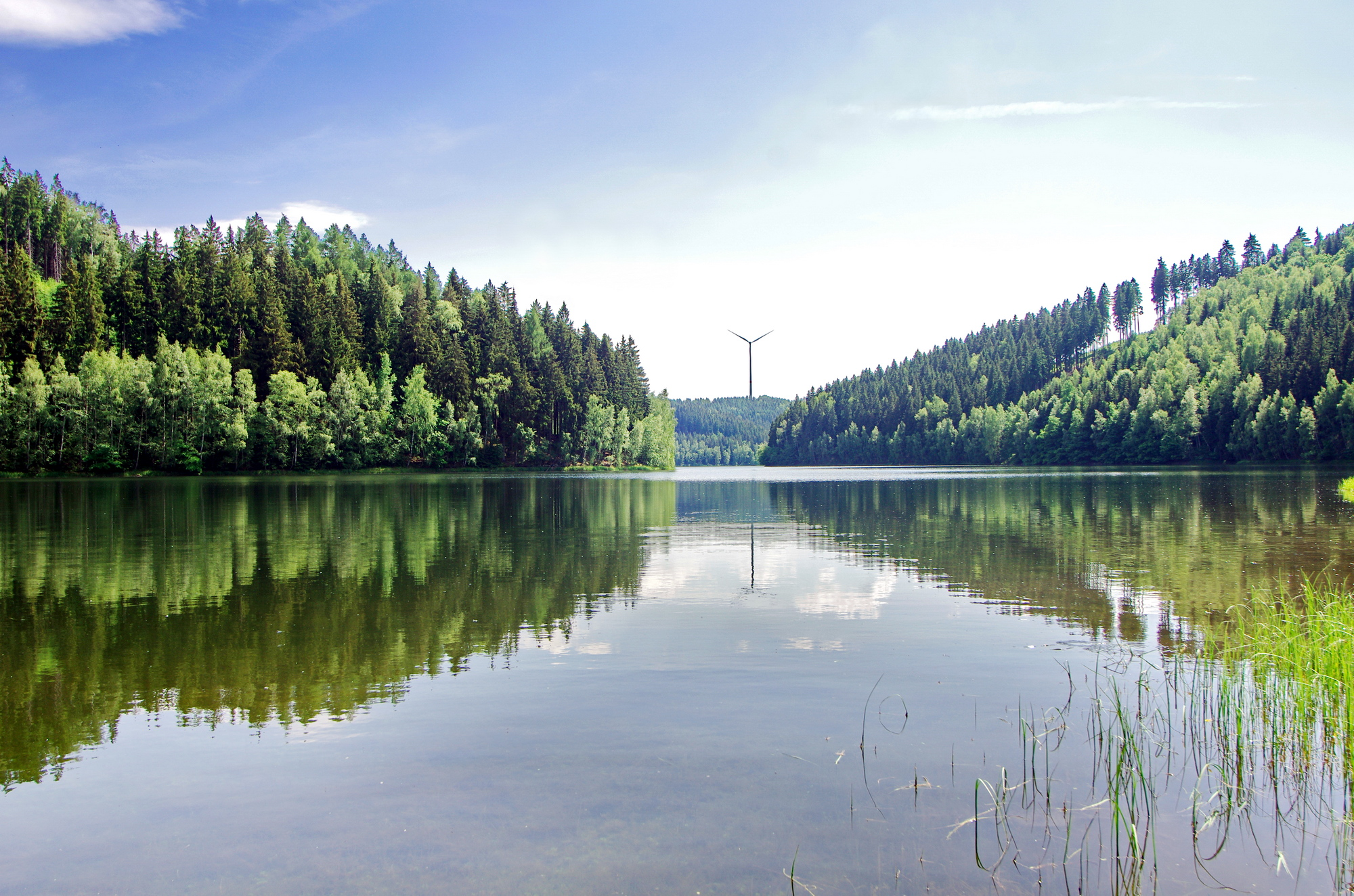
Réservoir Horka.

## Transports
Par la route, Habartov se trouve à 9 km de Sokolov, à 27 km de Karlovy Vary et à 154 km de Prague.